# Wzgórze Klasztorne

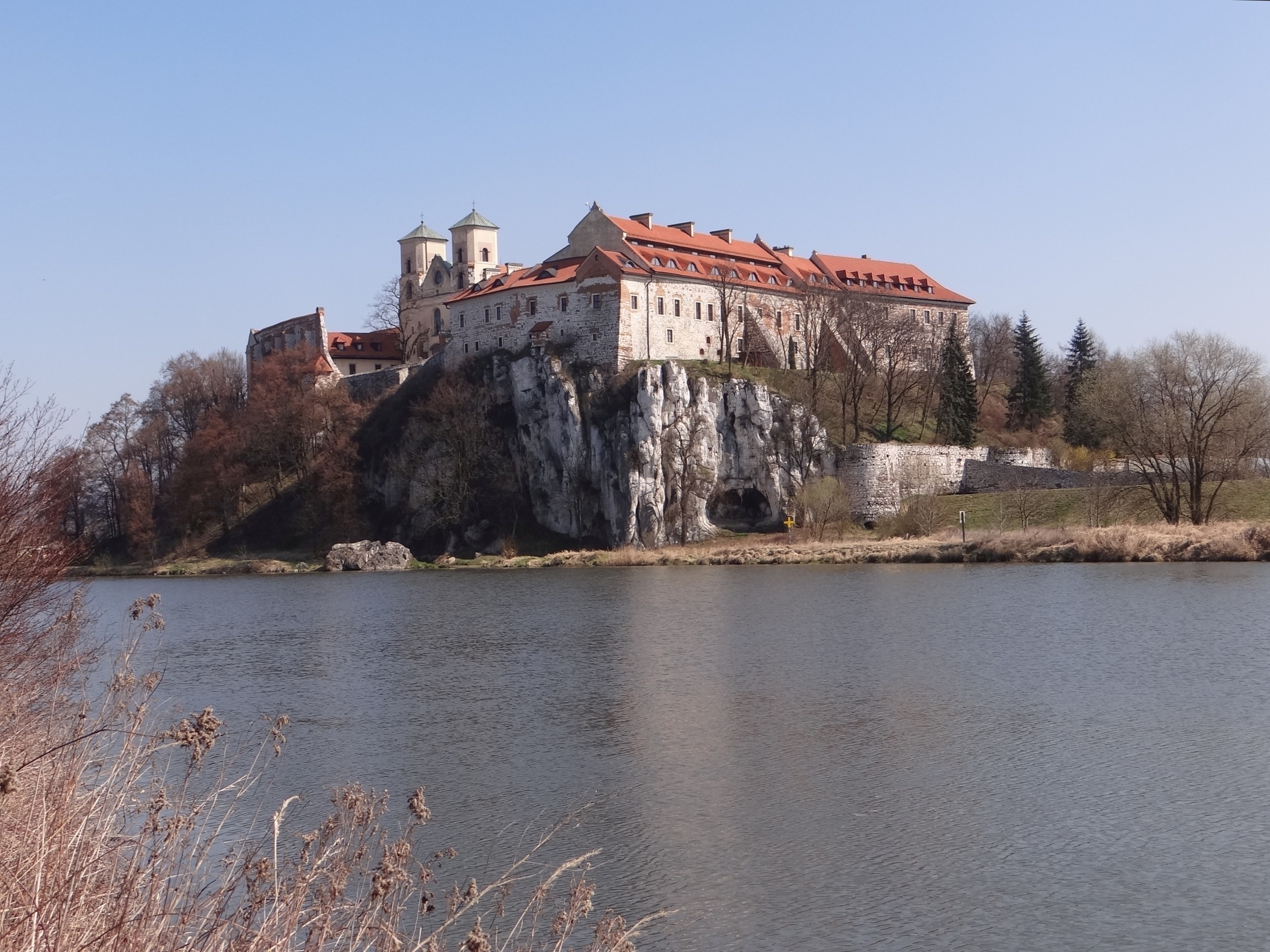
Widok na Górę Klasztorną z lewego brzegu Wisły

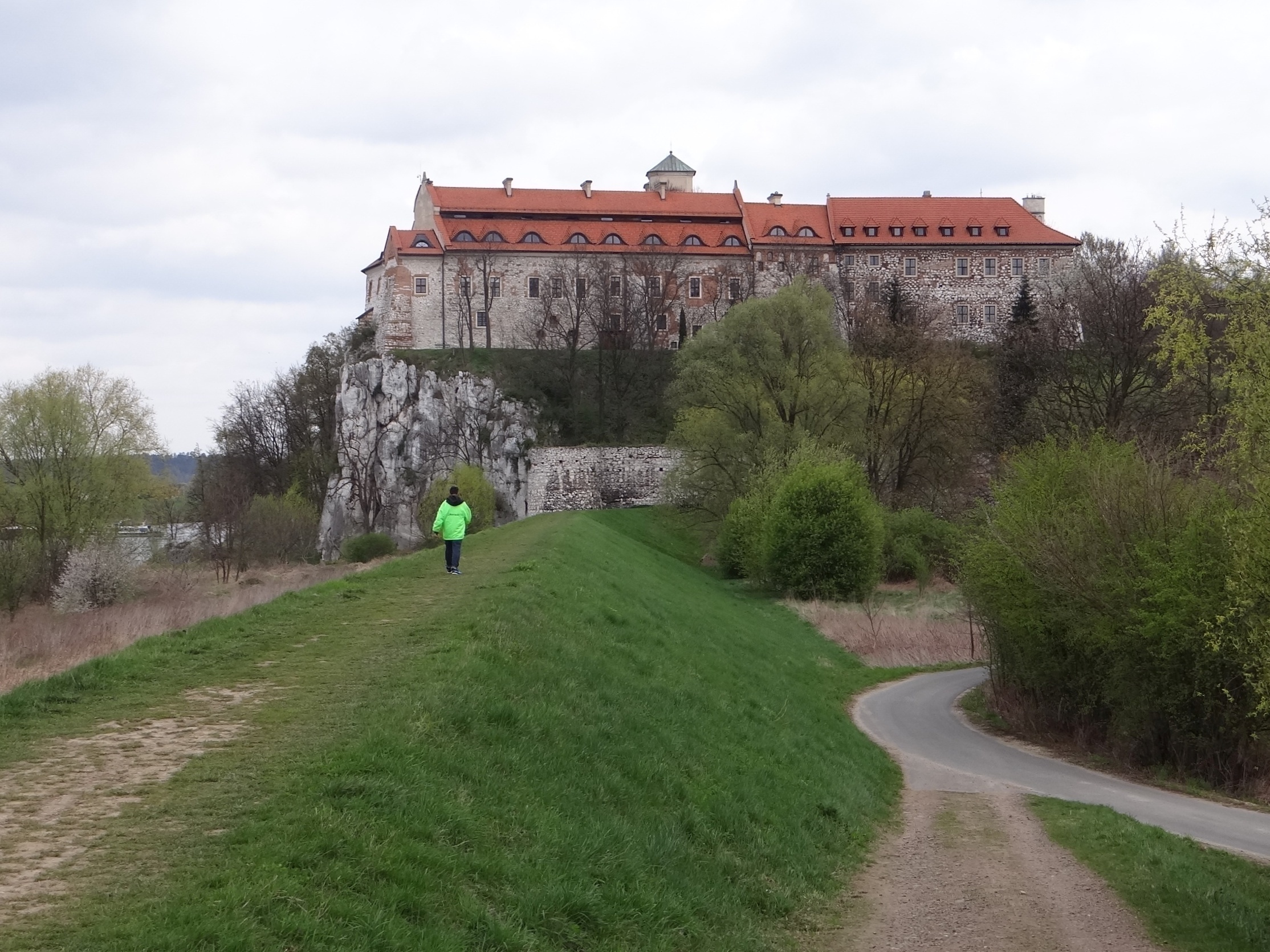
Widok na Wzgórze Klasztorne od południa

Wzgórze Klasztorne – skalisty płaskowyż, wznoszący się nad prawym brzegiem Wisły w Tyńcu w Krakowie, na którym zbudowano Opactwo Benedyktynów w Tyńcu. Pod względem administracyjnym leży w obrębie dzielnicy VIII Dębniki, zaś pod względem geograficznym należy do Wzgórz Tynieckich na Pomoście Krakowskim, w obrębie makroregionu Bramy Krakowskiej. Wzgórza te włączone zostały w obszar Bielańsko-Tynieckiego Parku Krajobrazowego. W niektórych opracowaniach Wzgórze Klasztorne nazywane jest Górą Klasztorną.
Wzgórze Klasztorne zbudowane jest ze skał wapiennych wznoszących się na wysokość 233 m n.p.m. Do Wisły obrywają się pionową ścianą o wysokości około 20–30 m. Buduje je pochodzący z górnej jury nieuławicony wapień skalisty bez krzemionki. Skały pocięte są szczelinami, które w wyniku zjawisk krasowych poszerzyły się tworząc oddzielne bloki skalne. W wyniku procesów krasowych i erozji skały mają nierówną powierzchnię, wyoblone kształty, liczne nisze i wgłębienia. Gromadzą się w nich skorupki ślimaków i szczątki drobnych bezkręgowców. Skały te na mapie Geoportalu noszą nazwę Filarki.
Wzgórze Klasztorne i znajdujące się również na prawym brzegu Wisły wzgórze Grodzisko, wraz ze znajdującymi się na drugim brzegu Wisły Skałkami Piekarskimi, tworzą przełom Wisły zwany Bramą Tyniecką. Jest on najwęższy właśnie między Górą Klasztorną a należącą do Skałek Piekarskich Kozierówką – szerokość doliny Wisły w tym miejscu nie przekracza 400 m. 
W kierunku północno-wschodnim Wzgórze Klasztorne przechodzi w niższe wzgórze Winnica. Pomiędzy obydwoma tymi wzgórzami biegnie ulica Benedyktyńska. Od południowej strony ciągnie się od Wzgórza Klasztornego wał przeciwpowodziowy, którym można dojść do następnego wzgórza – Grodzisko. Od wschodniej strony wzgórze Klasztorne opada na płaskie i zabudowane obszary Tyńca.
We wzgórzu Klasztornym znajdują się dwa niewielkie schrony jaskiniowe: Szczelina pod Klasztorem i Szczelina nad Wisłą.